# Frea zambesiana
Frea zambesiana är en skalbaggsart som beskrevs av Hintz 1912. Frea zambesiana ingår i släktet Frea och familjen långhorningar.
Artens utbredningsområde är:
- Malawi.
- Moçambique.
- Zimbabwe.

Inga underarter finns listade i Catalogue of Life.